# Sidi M. Sidibé
Pour les articles homonymes, voir Sidibé.
Sidi M. Sidibé (né en 1970 à Baguineda, Mali) est un photographe malien.
Ayant commencé la photographie en 1988, Sidi M. Sidibé s’installe à Bamako en devenant photographe ambulant tout en exerçant également comme peintre en bâtiment. À partir de 1996, il se spécialise dans la photographie de couture. 
Sidi M. Sidibé a exposé notamment à Mulhouse (France).